# Chariots of Fire (nummer)
"Chariots of Fire" is de aanduiding van twee instrumentale muzieknummers, geschreven en opgenomen door Vangelis voor de soundtrack van de gelijknamige film uit 1981.

## Single
Onder de titel Chariots of Fire verscheen in 1981 een single, die afkomstig was van het album met dezelfde titel. Op het album is de titel van de track echter Titles, omdat het in de film wordt gebruikt als titelsong tijdens de openingsscène. Volgens Allmusic stond het nummer bekend als "Chariots of Fire - Titles" in de U.S. Billboard Hot 100. De heruitgave uit 1989 heet wel simpelweg "Chariots of Fire".

### Posities
"Chariots of Fire" stond in mei 1982 een week lang op de eerste plaats in de Billboard Hot 100, na eerst vijf maanden geleidelijk omhoog te zijn geklommen in deze lijst. Het is het enige nummer ooit van een Griekse muzikant dat de top van de Billboard Hot 100 heeft gehaald. Het was tevens de eerste nummer 1-hit in de Verenigde Staten van Polydor.
De single stond 64 weken in de Australische hitlijsten, maar kwam daar niet verder dan de 21e plaats. In Japan was "Chariots of Fire" de best verkochte single van 1981. In het Verenigd Koninkrijk haalde de single de 12e plaats in de hitlijsten.

### Videoclip
De videoclip van het nummer toont Vangelis die het nummer speelt op een akoestische piano, terwijl achter hem de film wordt vertoond. Hij rookt in de eerste minuut van de clip een sigaret.

### Covers
Er zijn vele covers gemaakt van "Chariots of Fire", waaronder een orkestversie door John Williams and the Boston Pops, een versie voor elektrische gitaar door The Shadows, een versie voor akoestische gitaar door Bronn Journey, een 150 bpm-versie door Trance Opera en een panfluit-versie door Zamfir. Een uitvoering van saxofonist Ernie Watts won in 1983 een Grammy Award voor beste instrumentale opname.
Er bestaan ook versies van het nummer met gezongen tekst, waaronder een cover door Jane Olivor, Mireille Mathieu, Demis Roussos, en de Italiaanse sopraan Gioaria. De tekst in kwestie is geschreven door Jon Anderson.

### Gebruik in media
- Chariots of Fire werd op 26 januari 1984 gebruikt door Steve Jobs om werelds eerste Macintosh te demonstreren.
- Chariots of Fire werd gebruikt in de films National Lampoon's Vacation en Mr. Mom (beide uit 1983 en beide geschreven door John Hughes), Happy Gilmore (1996), Good Burger (1997), Bruce Almighty (2003), en Madagascar. In al deze films dient het nummer als ondersteuning voor een scène waarin de personages in slow motion op een doel afrennen.
- "Chariots of Fire" werd opgevoerd tijdens de Olympische Winterspelen 1984[9] en de Olympische Zomerspelen 2012.
- Het nummer werd gebruikt door de BBC als intro voor hun verslag van de Olympische Zomerspelen in 1984 en 1988.
- Het nummer is te horen in de televisieseries CSI: Crime Scene Investigation, The Office US, Ugly Betty en Will and Grace.
- In een reclamespot voor de Citroën Xantia uit 1993 is een door Vangelis zelf nieuw opgenomen versie van het nummer gebruikt.
- In de jaren 90 diende het nummer als intro voor het Zweedse televisieprogramma Mitt i naturen.
- Het nummer is vrij te spelen in de game Wii Music.
- Het nummer werd gebruikt bij de medailleceremonies van de Olympische Zomerspelen 2012 in Londen.

### Hitnotering

#### Top40
| "Chariots of Fire" in de Nederlandse Top 40 - binnen 24-04-1982 | "Chariots of Fire" in de Nederlandse Top 40 - binnen 24-04-1982 | "Chariots of Fire" in de Nederlandse Top 40 - binnen 24-04-1982 | "Chariots of Fire" in de Nederlandse Top 40 - binnen 24-04-1982 | "Chariots of Fire" in de Nederlandse Top 40 - binnen 24-04-1982 | "Chariots of Fire" in de Nederlandse Top 40 - binnen 24-04-1982 | "Chariots of Fire" in de Nederlandse Top 40 - binnen 24-04-1982 | "Chariots of Fire" in de Nederlandse Top 40 - binnen 24-04-1982 |
| Week                                                            | 1                                                               | 2                                                               | 3                                                               | 4                                                               | 5                                                               | 6                                                               |                                                                 |
| --------------------------------------------------------------- | --------------------------------------------------------------- | --------------------------------------------------------------- | --------------------------------------------------------------- | --------------------------------------------------------------- | --------------------------------------------------------------- | --------------------------------------------------------------- | --------------------------------------------------------------- |
| Nummer                                                          | 24                                                              | 19                                                              | 13                                                              | 12                                                              | 21                                                              | 32                                                              | uit                                                             |

#### Single Top 100
| "Chariots of Fire" in de Nederlandse Single Top 100 - binnen: 24-04-1982 | "Chariots of Fire" in de Nederlandse Single Top 100 - binnen: 24-04-1982 | "Chariots of Fire" in de Nederlandse Single Top 100 - binnen: 24-04-1982 | "Chariots of Fire" in de Nederlandse Single Top 100 - binnen: 24-04-1982 | "Chariots of Fire" in de Nederlandse Single Top 100 - binnen: 24-04-1982 | "Chariots of Fire" in de Nederlandse Single Top 100 - binnen: 24-04-1982 | "Chariots of Fire" in de Nederlandse Single Top 100 - binnen: 24-04-1982 | "Chariots of Fire" in de Nederlandse Single Top 100 - binnen: 24-04-1982 |
| Week                                                                     | 1                                                                        | 2                                                                        | 3                                                                        | 4                                                                        | 5                                                                        | 6                                                                        |                                                                          |
| ------------------------------------------------------------------------ | ------------------------------------------------------------------------ | ------------------------------------------------------------------------ | ------------------------------------------------------------------------ | ------------------------------------------------------------------------ | ------------------------------------------------------------------------ | ------------------------------------------------------------------------ | ------------------------------------------------------------------------ |
| Nummer                                                                   | 35                                                                       | 19                                                                       | 17                                                                       | 21                                                                       | 25                                                                       | 37                                                                       | uit                                                                      |

#### NPO Radio 2 Top 2000
| Nummer met noteringen in de NPO Radio 2 Top 2000 | '01 | '02 | '03  | '04  | '05  | '06  | '07  | '08  | '09  | '10  | '11  | '12  | '13  | '14  | '15  |
| ------------------------------------------------ | --- | --- | ---- | ---- | ---- | ---- | ---- | ---- | ---- | ---- | ---- | ---- | ---- | ---- | ---- |
| Chariots of Fire                                 | 807 | 992 | 1128 | 1112 | 1363 | 1229 | 1456 | 1251 | 1528 | 1467 | 1588 | 1110 | 1465 | 1458 | 1942 |

1. ↑  Een vetgedrukt getal geeft de hoogste notering aan.
2. ↑  2001 was het eerste jaar met een notering voor dit nummer.
3. ↑  Deze tabel is bijgewerkt tot en met de laatste editie (2024).

## Albumtrack
Op het album komt ook een track voor die Chariots of Fire heet; deze lange track omspande de gehele plaatkant 2 van het album. Deze tracks bestaat uit een aantal variaties op het thema van wat er uiteindelijk op single verscheen.